# 国家安全保障問題担当大統領補佐官
国家安全保障問題担当大統領補佐官（こっかあんぜんほしょうもんだいたんとうだいとうりょうほさかん、英: Assistant to the President for National Security Affairs）は、アメリカ合衆国大統領に対して国防や外交全般にわたって幅広い助言や政策立案を行う補佐官の正式名称。通常は英語では「National Security Advisor」、日本語では国家安全保障担当補佐官と略して呼ぶことが多い。

## 概要
国家安全保障問題担当大統領補佐官の職務は1953年に当時の大統領のドワイト・D・アイゼンハワーが創始したもので、アイゼンハワーは米国の外交政策あるいは特定地域における政策の立案を必要としたためであったといわれている。
補佐官という肩書きではあるが、政権内の国家安全保障担当職としては閣僚である国務長官や国防長官と並ぶ、合衆国政府の最重要ポストの1つである。国務長官は外交を統括する筆頭閣僚であり、国防長官は膨大な予算・武装兵力・強力な情報機関（アメリカ国防情報局・アメリカ国家安全保障局・アメリカ国家偵察局）をにぎる重要閣僚である。補佐官は大統領と毎日接し、政策を提言するなど政策決定に大きな役割を占めている。
このため、補佐官時代は国務長官をないがしろにし、後に国務長官に任命された者（キッシンジャー（最初は補佐官兼務）、パウエル、ライス）や国防長官に任命された者（カールッチ）、国務長官と政策上の対立を起こしたもの（ブレジンスキー）など、その顔ぶれには大物が名を連ねており、補佐官と権益上の結びつきを持つ者の意向を受けて大統領府を監視することも、また、その執政に影響を与える事も可能な状況になっている。カーター政権において、国家安全保障問題担当大統領補佐官のブレジンスキーはカーター大統領の隣の部屋で執務していたが、国務長官はホワイトハウスから1マイル離れた国務省に執務室があることが影響していたといわれている。
補佐官の地位を高めたのは（ケネディ暗殺事件後の）マクジョージ・バンディだと言われる。（事件の結果。リンドン・ジョンソン大統領が補佐官への依存を深めた状況を利用し）それまでの従属的地位からアメリカの政策決定の中心になるようにした。しかし、それによってその補佐官と個人的なつながりのある利益団体や政治組織が補佐官を通じて議会の制約を受けることなく合衆国の政治に影響を与える事が容易な状況となっている。ところがデストラー博士によれば、バンディは権力をきわめて穏当な方法で使用しており、影響力の源泉は人々とのつながりにあると説明している。

## 職務
- 国防・外交問題の大統領最高顧問
- 国家安全保障会議事務局を担当する大統領直属スタッフ (事務局長は別にいる)
- 最高政策文書「国家安全保障決定覚書」 (NSDM) の発行責任者
- 情報工作命令「国家安全保障情報指令」 (NSCIDs　ノンスキッズ) の発行責任者

## 歴代国家安全保障問題担当補佐官
注：ロストウまでは特別補佐官、キッシンジャーから補佐官となる。
| 代 | 写真           | 補佐官                            | 就任日         | 退任日               | 前職                                                         | 大統領                      |
| -- | -------------- | --------------------------------- | -------------- | -------------------- | ------------------------------------------------------------ | --------------------------- |
| 1  |                | ロバート・カトラー                | 1953年3月23日  | 1955年4月2日         | オールド・コロニー信託会長                                   | ドワイト・D・アイゼンハワー |
| 2  |                | ディロン・アンダーソン            | 1955年4月2日   | 1956年9月1日         | 国家安全保障会議スタッフ                                     | ドワイト・D・アイゼンハワー |
| 3  |                | ウィリアム・ジャクソン            | 1956年9月1日   | 1957年1月7日         | 心理戦担当大統領特別補佐官                                   | ドワイト・D・アイゼンハワー |
| 4  |                | ロバート・カトラー（再任）        | 1957年1月7日   | 1958年6月24日        | オールド・コロニー信託会長                                   | ドワイト・D・アイゼンハワー |
| 5  |                | ゴードン・グレイ                  | 1958年6月24日  | 1961年1月13日        | 国防動員局（ODM）長官                                        | ドワイト・D・アイゼンハワー |
| 6  |                | マクジョージ・バンディ            | 1961年1月20日  | 1963年11月22日       | ハーバード大学教授、文理学部長                               | ジョン・F・ケネディ         |
| 6  | 1963年11月22日 | マクジョージ・バンディ            | 1966年2月28日  | リンドン・ジョンソン | ハーバード大学教授、文理学部長                               |                             |
| 7  |                | ウォルト・ロストウ                | 1966年4月1日   | リンドン・ジョンソン | 1969年1月20日                                                | 国務省政策企画本部長        |
| 8  |                | ヘンリー・キッシンジャー          | 1969年1月20日  | 1975年11月3日        | ハーバード大学教授 （73年から75年にかけて国務長官を兼務）    | リチャード・ニクソン        |
| 9  |                | ブレント・スコウクロフト          | 1975年11月3日  | 1977年1月20日        | 国家安全保障担当大統領次席補佐官 （空軍中将）                | ジェラルド・R・フォード     |
| 10 |                | ズビグネフ・ブレジンスキー        | 1977年1月20日  | 1981年1月21日        | コロンビア大学教授                                           | ジミー・カーター            |
| 11 |                | リチャード・V・アレン             | 1981年1月21日  | 1982年1月4日         | ロナルド・レーガン首席外交顧問                               | ロナルド・レーガン          |
| 12 |                | ウィリアム・クラーク              | 1982年1月4日   | 1983年10月17日       | 国務副長官                                                   | ロナルド・レーガン          |
| 13 |                | ロバート・マクファーレン          | 1983年10月17日 | 1985年12月4日        | 国家安全保障担当大統領次席補佐官（海兵隊中佐）               | ロナルド・レーガン          |
| 14 |                | ジョン・ポインデクスター          | 1985年12月4日  | 1986年11月25日       | 国家安全保障担当大統領次席補佐官（中将）                     | ロナルド・レーガン          |
| 15 |                | フランク・カールッチ              | 1986年12月2日  | 1987年11月23日       | シアーズ・ワールド・トレード会長兼CEO                        | ロナルド・レーガン          |
| 16 |                | コリン・パウエル                  | 1987年11月23日 | 1989年1月20日        | 陸軍第5軍団司令官（陸軍大将、当時は中将）                    | ロナルド・レーガン          |
| 17 |                | ブレント・スコウクロフト（再任）  | 1989年1月20日  | 1993年1月20日        | キッシンジャー・アソシエイツ副代表（退役空軍中将）           | ジョージ・H・W・ブッシュ    |
| 18 |                | アンソニー・レイク                | 1993年1月20日  | 1997年3月14日        | マウント・ホリオーク大学教授                                 | ビル・クリントン            |
| 19 |                | サンディ・バーガー                | 1997年3月14日  | 2001年1月20日        | 国家安全保障担当大統領次席補佐官                             | ビル・クリントン            |
| 20 |                | コンドリーザ・ライス              | 2001年1月22日  | 2005年1月25日        | スタンフォード大学教授                                       | ジョージ・W・ブッシュ       |
| 21 |                | スティーヴン・ハドリー            | 2005年1月25日  | 2009年1月20日        | 国家安全保障担当大統領次席補佐官                             | ジョージ・W・ブッシュ       |
| 22 |                | ジェームズ・L・ジョーンズ         | 2009年1月20日  | 2010年10月8日        | 21世紀エネルギー協会会長（退役海兵隊大将、元海兵隊総司令官） | バラク・オバマ              |
| 23 |                | トーマス・ドニロン                | 2010年10月8日  | 2013年7月1日         | 国家安全保障担当大統領次席補佐官                             | バラク・オバマ              |
| 24 |                | スーザン・ライス                  | 2013年7月1日   | 2017年1月20日        | 元アメリカ合衆国国連大使                                     | バラク・オバマ              |
| 25 |                | マイケル・フリン                  | 2017年1月20日  | 2017年2月13日        | 退役陸軍中将、元アメリカ国防情報局長官                       | ドナルド・トランプ          |
| -  |                | キース・ケロッグ（代行）          | 2017年2月13日  | 2017年2月20日        | 国家安全保障会議事務局長（退役陸軍中将）                     | ドナルド・トランプ          |
| 26 |                | ハーバート・マクマスター          | 2017年2月20日  | 2018年4月9日         | 陸軍能力統合センター長（陸軍中将）                           | ドナルド・トランプ          |
| 27 |                | ジョン・ボルトン                  | 2018年4月9日   | 2019年9月10日        | 元アメリカ合衆国国連大使                                     | ドナルド・トランプ          |
| -  |                | チャールズ・カッパーマン （代行） | 2019年9月10日  | 2019年9月18日        | 国家安全保障問題担当大統領副補佐官                           | ドナルド・トランプ          |
| 28 |                | ロバート・オブライエン            | 2019年9月18日  | 2021年1月20日        | 人質問題担当特使                                             | ドナルド・トランプ          |
| 29 |                | ジェイク・サリバン                | 2021年1月20日  | 2025年1月20日        | 元国家安全保障問題担当副大統領補佐官                         | ジョー・バイデン            |
| 30 |                | マイケル・ウォルツ                | 2025年1月20日  | 2025年5月1日         | 下院議員                                                     | ドナルド・トランプ          |
| -  |                | マルコ・ルビオ （代行）           | 2025年5月1日   |                      | 国務長官                                                     | ドナルド・トランプ          |